# Audrey Werro
Pour les articles homonymes, voir Werro.
Audrey Werro, née le 27 mars 2004 à Fribourg, est une athlète suisse spécialiste du 800 mètres.
Figure phare de la relève de l'athlétisme suisse depuis le début des années 2020, elle est notamment vice-championne du monde U20 en 2022 sur 800 mètres, championne d'Europe U20 en 2021 et 2023 sur la même distance et détentrice du record mondial U20 sur 1000 mètres depuis juin 2023. Elle est également championne de Suisse indoor et outdoor en 2022 et 2023 sur 800 mètres.

## Biographie

### Enfance et débuts
Audrey Werro naît le 27 mars 2004 à Fribourg, en Suisse. Elle est originaire de Courtepin, dans le canton de Fribourg en Suisse, par son père Claude, et de Côte d'Ivoire par sa mère Philomène,.
Dans son enfance, à six ans, lorsque la famille va en forêt, elle préfère rentrer en courant derrière la voiture plutôt que d'être dans celle-ci. Idem avec le tracteur de son père.
Elle découvre l'athlétisme à neuf ans. Ce sport n'a pas une place particulière dans sa famille, elle s'y intéresse grâce à un professeur qui lui parle de son talent pour la course,.

### Carrière sportive
Depuis ses débuts dans ce sport en 2013, elle s'entraîne au CA Belfaux, désormais sous les ordres de son entraîneuse Christiane Berset-Nuoffer. Celle-ci dirige le groupe de demi-fond du club. Audrey court ainsi sept jours par semaine.

#### 2020
En août 2020, Audrey remporte pour la première fois le MILLE Gruyère et c'est à partir de cette victoire qu'elle sent qu'elle a vraiment du talent.

#### 2021
Le 17 juillet 2021, à 17 ans, Audrey Werro est la plus jeune athlète de la finale du 800 mètres des championnats d'Europe U20, avec plus d'une année d'écart sur sa poursuivante. En 2 min 3 s 12, elle est médaillée d'or,.

#### 2022
En août 2022, elle se classe deuxième des championnats du monde juniors de 2022, à Cali en Colombie, en portant son record personnel à 1 min 59 s 53, inchangé pendant plus d'un an.

#### 2023
Début 2023, elle se classe 5e des Championnats d'Europe en salle.
Le 17 juin 2023, Audrey réalise une performance de classe mondiale sur 1000 mètres à l'occasion du Meeting de Nice. En 2 min 34 s 89, elle décroche le record mondial U20 de la discipline, jusqu'alors co-détenu par Irina Nikitina (URSS, 1979) et Katrin Wühn (DDR, 1984) qui avaient couru en 2 min 35 s 04. C'est également le record national U20 et U23.
Le 10 août 2023, Audrey est une nouvelle fois championne d'Europe U20 sur 800 mètres, reléguant à plus de deux secondes et demi la médaillée d'argent. Trois semaines plus tard, le 31 août, lors du Weltklasse de Zurich, elle améliore son meilleur temps de 3 millièmes, pour l'abaisser à 1 min 59 s 50.
Ce nouveau record ne tient pas longtemps, puisqu'elle améliore son temps en 1 min 58 s 13 le 4 septembre à l'occasion du Galà dei Castelli, à Bellinzone. Elle atteint ainsi les minima olympiques, qui sont de 1 min 59 s 30. Place aux Jeux Olympiques de Paris en 2024. Elle améliore encore une fois le meilleur temps suisse U23 et se rapproche du record national de Selina Büchel (1 min 57 s 95).
Le 10 septembre 2023, à Lausanne, Audrey établit un nouveau record de Suisse U20 sur 400 mètres, en 52 s 69, contre jusqu'alors un temps de 53 s 09 établi par Yasmin Giger. Audrey détenait jusqu'ici le record U18 (en 53 s 18), qui reste en vigueur puisqu'elle est désormais âgée de 19 ans.

#### 2024
En février 2024, Audrey Werro devient championne suisse du 800 mètres en salle.
Au printemps 2024, elle est victime d'une blessure musculaire à la cuisse lors de sa préparation à la saison estivale. Elle renonce aux championnats d'Europe de Rome pour ne prendre aucun risque en vue des Jeux Olympiques de Paris.
Fin juin 2024, pour sa première course de la saison, elle court son 800 m en 2 min 0 s 09 à Atletica Genève. Une semaine plus tard, elle termine deuxième des championnats de Suisse en plein air de Winterthour derrière Rachel Pellaud (de) en 1 min 58 s 67.
Aux Jeux olympiques 2024 de Paris, Audrey Werro se classe en 11e position finale du 800 mètres. Le 2 août au soir, elle termine sa série à la 5e position. N'étant pas dans le premier trio, elle doit passer par les repêchages, malgré le 16e temps total des 50 participantes (1 min 59 s 38). Le lendemain matin, elle se classe 3e au tour de repêchage (2 min 0 s 62) et est éliminée aux portes de la demi-finale,.
Pour sa dernière course de la saison le 9 septembre 2024, au Galà dei Castelli de Bellinzone, Audrey Werro brise le record de Suisse du 800 mètres. Elle baisse la marque à 1 min 57 s 76, pour une amélioration de 19 centièmes du temps établi par Selina Büchel en 2015. 

#### 2025
À l'occasion des Championnats du monde en salle 2025 de Nanjing, le 23 mars, Audrey Werro se hisse en finale du 800 mètres. Elle termine à la 4e place, à seulement un centième du podium. Elle est la première Suissesse sous la barre des deux minutes en salle. Son temps de 1 min 59 s 81 est le nouveau record de Suisse, battant le chrono de 2 min 0 s 06 de Lore Hofmann, signé un an plus tôt. Elle améliore aussi son record d'Europe U23,.
Le 25 mai 2025, Audrey Werro commence sa saison en extérieur à Rabat, au Maroc. Il s'agit de sa première participation à une Diamond League hors de Suisse. Avec un temps de 1 min 58 s 97, elle confirme les minima pour les Championnats du monde 2025 de Tokyo.
Cinq jours plus tard, au Mémorial Irena Szewińska en Pologne, Audrey Werro améliore son record de Suisse du 800 mètres de 51 centièmes. Le nouveau temps de référence – qui lui permet de remporter la course – est placé à 1 min 57 s 25. C'est à ce moment-là la deuxième performance de l'année, derrière l'Éthiopienne Tsige Duguma (1 min 56 s 64). Cela devient le record de ce meeting polonais, amélioré de plus de deux secondes .
Audrey Werro s'impose au meeting de Turku, en Finlande, le 17 juin 2025. Son temps de 1 min 59 s 39 sur 800 mètres est pour la quatrième fois en dessous de la barre des deux minutes en autant de courses.
Fin juin 2025, aux Championnats d’Europe par équipes à Madrid, Audrey Werro se classe deuxième du 800 mètres, en 1 min 58 s 78. La Suisse se classe dans le top 10 de la compétition.
Sur 1000 mètres, Audrey Werro améliore son record de Suisse U23 d'un centième dans le cadre de la Diamond League à Monaco. Il passe à 2 min 34 s 88.
Le 19 juillet 2025, Audrey Werro remporte la médaille d'or sur 800 mètres au Championnat d'Europe espoirs de Bergen en Norvège. Avec un temps de 1 min 57 s 42 – sa deuxième meilleure marque en carrière –, elle établit un nouveau record pour la compétition.

### Vie privée
À l'automne 2023, Audrey commence sa quatrième et dernière année de maturité gymnasiale au Collège de Gambach, à Fribourg,. En raison de ses activités sportives, elle la répartit sur deux ans.

## Palmarès
| Date | Compétition                    | Lieu      | Résultat | Épreuve | Temps         |
| ---- | ------------------------------ | --------- | -------- | ------- | ------------- |
| 2021 | Championnats d'Europe juniors  | Tallinn   | 1re      | 800 m   | 2 min 3 s 12  |
| 2022 | Championnats du monde juniors  | Cali      | 2e       | 800 m   | 1 min 59 s 53 |
| 2023 | Championnats d'Europe en salle | Istanbul  | 5e       | 800 m   | 2 min 0 s 91  |
| 2023 | Jeux européens                 | Chorzów   | 1re      | 800 m   | 1 min 59 s 95 |
| 2023 | Championnat d'Europe juniors   | Jérusalem | 1re      | 800 m   | 2 min 3 s 38  |
| 2023 | Championnats du monde          | Budapest  | 34e      | 800 m   | 2 min 1 s 03  |
| 2024 | Championnats du monde en salle | Glasgow   | 12e      | 800 m   | 2 min 0 s 16  |
| 2024 | Jeux Olympiques                | Paris     | 11e      | 800 m   | 1 min 59 s 38 |
| 2025 | Championnats d'Europe en salle | Apeldoorn | 6e       | 800 m   | 2 min 27 s 37 |
| 2025 | Championnats du monde en salle | Nanjing   | 4e       | 800 m   | 1 min 59 s 81 |

| Date | Compétition                     | Lieu        | Résultat | Épreuve | Temps         |
| ---- | ------------------------------- | ----------- | -------- | ------- | ------------- |
| 2018 | Championnats de Suisse U16      | Langenthal  | 1re      | 600 m   | 1 min 35 s 07 |
| 2019 | Championnats de Suisse U16      | Guin        | 1re      | 600 m   | 1 min 31 s 59 |
| 2020 | Championnats de Suisse U18      | Lausanne    | 1re      | 800 m   | 2 min 9 s 06  |
| 2021 | Championnats de Suisse          | Langenthal  | 2e       | 800 m   | 2 min 2 s 88  |
| 2021 | Championnats de Suisse en salle | Macolin     | 7e       | 800 m   | 2 min 7 s 95  |
| 2021 | Championnats de Suisse U18      | Winterthour | 3e       | 200 m   | 24 s 42       |
| 2022 | Championnats de Suisse          | Zurich      | 1re      | 800 m   | 2 min 2 s 72  |
| 2022 | Championnats de Suisse en salle | Macolin     | 1re      | 800 m   | 2 min 4 s 95  |
| 2022 | Championnats de Suisse U20      | Genève      | 6e       | 200 m   | 24 s 20       |
| 2023 | Championnats de Suisse          | Bellinzona  | 1re      | 800 m   | 2 min 1 s 70  |
| 2023 | Championnats de Suisse en salle | Saint-Gall  | 1re      | 800 m   | 2 min 2 s 87  |
| 2023 | Championnats de Suisse U20      | Lausanne    | 1re      | 400 m   | 52 s 69       |
| 2024 | Championnats de Suisse          | Winterthour | 2e       | 800 m   | 1 min 58 s 67 |
| 2024 | Championnats de Suisse en salle | Saint-Gall  | 1re      | 800 m   | 2 min 1 s 76  |
| 2024 | Championnats de Suisse U23      | Langenthal  | 1re      | 400 m   | 52 s 73       |
| 2025 | Championnats de Suisse en salle | Saint-Gall  | 1re      | 800 m   | 2 min 1 s 13  |

## Records
Audrey Werro est détentrice du record national féminin du 600 mètres et du 800 mètres. Aussi, dans la catégorie U23, elle est la plus rapide sur 600, 800 et 1000 mètres. De plus, en U20, elle détient les records du 400, 600, 800 et 1000 mètres. Finalement, en U18, ce sont les meilleurs temps du 400, 600 et 800 mètres qui lui appartiennent, ainsi que le record du points au pentathlon.
En ce qui concerne l'athlétisme en salle, Audrey Werro détient le record national féminin du 600 et 800 mètres, le record U23 du 600 et 800 mètres et le record U20 du 400, 600 et 800 mètres.
| Épreuve        | Temps         | Lieu       | Date              | Record suisse    | Note                                                                    |
| -------------- | ------------- | ---------- | ----------------- | ---------------- | ----------------------------------------------------------------------- |
| 100 m          | 11 s 99       | Bulle      | 9 juillet 2022    |                  |                                                                         |
| 200 m          | 24 s 20       | Genève     | 4 septembre 2022  |                  |                                                                         |
| 400 m          | 52 s 69       | Lausanne   | 10 septembre 2023 | U20              | 53 s 74 en record suisse U18                                            |
| 400 m en salle | 53 s 03       | Macolin    | 12 février 2022   | U20              |                                                                         |
| 600 m          | 1 min 25 s 12 | Langenthal | 18 mai 2023       | U20, U23, femmes | Sixième temps européen actif 1 min 26 s 61 en record suisse U18         |
| 600 m en salle | 1 min 26 s 14 | Macolin    | 29 janvier 2023   | U20, U23, femmes | Record européen (et 3e mondial) U20                                     |
| 800 m          | 1 min 57 s 25 | Bydgoszcz  | 30 mai 2025       | U23, femmes      | 1 min 58 s 13 en record suisse U20 et 2 min 2 s 32 en record suisse U18 |
| 800 m en salle | 1 min 59 s 81 | Nanjing    | 23 mars 2025      | U23, femmes      | record européen U23, ainsi que 2 min 0 s 16 en record suisse U20.       |
| 1000 m         | 2 min 34 s 89 | Nice       | 17 juin 2023      | U20, U23         | Record mondial U20                                                      |
| Pentathlon     | 4105 points   | Düdingen   | 18 septembre 2021 | U18              |                                                                         |

## Distinctions
- 2022
  - Swiss Athletics Youngster of the year[33]
  - Nomination aux SRF 3 Best Talent Sport[34]
  - Nomination au Mérite Sportif Fribourgeois[35]
- 2023
  - Meilleur espoir suisse, prix jeunesse de la Fondation de l’Aide sportive suisse[36]
  - Meilleur espoir romand, prix jeunesse de la Fondation de l’Aide sportive suisse[37]
  - Nomination au women's Rising Star award de European Athletics